# Командний чемпіонат Європи з легкої атлетики 2021
Командний чемпіонат Європи з легкої атлетики 2021 в межах Суперліги був проведений 29-30 травня в Хожуві на Сілезькому стадіоні.
Рішення про міста-господарів змагань кожної ліги було оприлюднено 17 листопада 2020.
Змагання Суперліги у Хожуві стали першими в історії, в яких брали участь не 12, а 8 збірних.

## Суперліга

### Підсумковий залік
Планувалось, що у змаганнях Суперліги візьмуть участь вісім збірних команд. Проте, за чотири дні до змагань збірна України була змушена знятись з чемпіонату. Під час навчально-тренувального збору з підготовки до командного чемпіонату Європи в команді було виявлено два випадки захворювання на коронавірусну хворобу — у Станіслава Коваленка та Ігоря Гончара. Атлетів ізолювали. Оскільки ці спортсмени перебували в тісному контакті з іншими учасниками збору, був ризик розповсюдження інфекції також серед них. Після консиліуму лікарі збірної, враховуючи вимоги медичного протоколу Європейської легкоатлетичної асоціації, виступили зі зверненням до головної тренерської ради щодо скасування поїздки на командний чемпіонат Європи та дострокового припинення навчально-тренувального збору. Виконком ФЛАУ підтримав це рішення та офіційно звернувся до Європейської легкоатлетичної асоціації з проханням з огляду на ситуацію зберегти за Україною прописку в Суперлізі на наступний командний чемпіонат Європи. Однак, Європейською легкоатлетичною асоціацією було ухвалене рішення не зберігати за Україною місце у Суперлізі на наступний чемпіонат, у 1-й лізі якого українці виступатимуть 2023 року.
За підсумками чемпіонату-2021 збірна Польщі зберігла першу сходинку командного чемпіонату Європи, на яку вона вперше у своїй історії піднялась у 2019.
| Місце | Команда         | Очки  |
| ----- | --------------- | ----- |
| 1     | Польща          | 181,5 |
| 2     | Італія          | 179   |
| 3     | Велика Британія | 174   |
| 4     | Німеччина       | 171   |
| 5     | Іспанія         | 167   |
| 6     | Франція         | 140   |
| 7 ↓   | Португалія      | 97,5  |
| ↓     | Україна         | DNS   |

### Особисті результати

#### Чоловіки
| Дисципліни                | Перше місце                                                         | Перше місце | Друге місце                                                  | Друге місце | Третє місце                                                               | Третє місце |
| ------------------------- | ------------------------------------------------------------------- | ----------- | ------------------------------------------------------------ | ----------- | ------------------------------------------------------------------------- | ----------- |
| 100 метрів                | Муамаду Фоль Франція                                                | 10,28       | Лоренцо Патта Італія                                         | 10,29       | Лукас Анса-Пепра Німеччина                                                | 10,35       |
| 200 метрів                | Фаусто Десалу Італія                                                | 20,48       | Хесус Гомес Іспанія                                          | 20,87 PB    | Овен Анса Німеччина                                                       | 20,96       |
| 400 метрів                | Тома Жордьє Франція                                                 | 45,65 SB    | Камерон Чалмерс Велика Британія                              | 45,89 SB    | Давіде Ре Італія                                                          | 45,90       |
| 800 метрів                | Джейк Вайтмен Велика Британія                                       | 1.45,71     | Маріано Гарсія Іспанія                                       | 1.46,45     | Матеуш Борковський Польща                                                 | 1.46,66     |
| 1500 метрів               | Роберт Фаркен Німеччина                                             | 3.56,64     | Хесус Гомес Іспанія                                          | 3.56,79     | Міхал Розмис Польща                                                       | 3.57,13     |
| 3000 метрів               | Айзек Надер Португалія                                              | 8.31,26     | Янн Шруб Франція                                             | 8.31,82     | Адель Мечаль Іспанія                                                      | 8.32,08     |
| 5000 метрів               | Єманеберхан Кріппа Італія                                           | 13.17,23 CR | Уго Е Франція                                                | 13.17,95 PB | Карлос Майо Іспанія                                                       | 13.18,15 PB |
| 110 метрів з бар'єрами    | Асьєр Мартінес Іспанія                                              | 13,43       | Девід Кінг Велика Британія                                   | 13,63       | Даміан Чикер Польща                                                       | 13,65       |
| 400 метрів з бар'єрами    | Алессандро Сібіліо Італія                                           | 49,70       | Аластер Чалмерс Велика Британія                              | 49,95 SB    | Людві Ваян Франція                                                        | 50,76       |
| 3000 метрів з перешкодами | Фернандо Карро Іспанія                                              | 8.39,67     | Мехді Бельхадж Франція                                       | 8.40,03     | Осама Зогламі Італія                                                      | 8.40,41     |
| 4×100 метрів              | НімеччинаЛукас Анса-Пепра Овен Анса Нільс Торбен Гізе Марвін Шульте | 38,73       | ІспаніяАрнау Монне Поль Ретамаль Хесус Гомес Серхіо Лонес    | 39,07       | ФранціяМарвен Рене Раян Зезе Меба Мікаель Зезе Аморі Голітен              | 39,12       |
| 4×400 метрів              | ІталіяДавіде Ре Алессандро Сібіліо Едоардо Скотті Владімір Ачеті    | 3.02,64 EL  | ІспаніяСамуель Гарсія Лукас Буа Мануель Гійхарро Бернат Ерта | 3.03,10     | ПольщаВіктор Сувара Каєтан Душинський Патрик Гжегожевич Кароль Залевський | 3.03,43     |
| Стрибки у висоту          | Норберт Кобельський Польща                                          | 2,24 SB     | Вільям Грімсі Велика Британія                                | 2,24        | Фальк Вендріх Німеччина                                                   | 2,20 SB     |
| Стрибки з жердиною        | Роберт Собера Польща                                                | 5,65 SB     | Гаррі Коппелл Велика Британія                                | 5,55 SB     | Олег Зернікель Німеччина                                                  | 5,55        |
| Стрибки в довжину         | Філіппо Рандаццо Італія                                             | 7,88        | Фабіан Гайнле Німеччина                                      | 7,82        | Огюстен Бей Франція                                                       | 7,75        |
| Потрійний стрибок         | Макс Гесс Німеччина                                                 | 17,13 EL    | Педро Пічардо Португалія                                     | 17,01       | Пабло Торріхос Іспанія                                                    | 16,93 SB    |
| Штовхання ядра            | Міхал Гаратик Польща                                                | 21,34       | Леонардо Фаббрі Італія                                       | 20,77 SB    | Скотт Лінкольн Велика Британія                                            | 20,00       |
| Метання диска             | Лоуренс Окоє Велика Британія                                        | 64,22       | Роберт Урбанек Польща                                        | 62,57       | Давід Вробель Німеччина                                                   | 61,52       |
| Метання молота            | Павел Файдек Польща                                                 | 82,98 CR    | Хав'єр Сьєнфуегос Іспанія                                    | 77,11 SB    | Кентен Біго Франція                                                       | 76,75       |
| Метання списа             | Йоганнес Феттер Німеччина                                           | 96,26 CR    | Марцин Круковський Польща                                    | 85,12 SB    | Одей Гайнага Іспанія                                                      | 84,80 NR    |

#### Жінки
| Дисципліни                | Перше місце                                                                           | Перше місце | Друге місце                                                                  | Друге місце | Третє місце                                                          | Третє місце |
| ------------------------- | ------------------------------------------------------------------------------------- | ----------- | ---------------------------------------------------------------------------- | ----------- | -------------------------------------------------------------------- | ----------- |
| 100 метрів                | Пія Скжишовська Польща                                                                | 11,25       | Ліза Маєр Німеччина                                                          | 11,27       | Імані Лансіквот Велика Британія                                      | 11,27       |
| 200 метрів                | Бет Доббін Велика Британія                                                            | 22,78 SB    | Далія Каддарі Італія                                                         | 22,89       | Ребекка Гаазе Німеччина                                              | 23,00       |
| 400 метрів                | Наталя Качмарек Польща                                                                | 51,36       | Ааурі Лорена Бокеса Іспанія                                                  | 52,22       | Корінна Шваб Німеччина                                               | 52,72       |
| 800 метрів                | Еллі Бейкер Велика Британія                                                           | 2.00,95     | Елена Белло Італія                                                           | 2.02,06     | Ангеліка Сарна Польща                                                | 2.02,54     |
| 1500 метрів               | Гая Саббатіні Італія                                                                  | 4.14,87     | Саломе Альфонсо Португалія                                                   | 4.15,08 SB  | Марта Перес Іспанія                                                  | 4.15,24     |
| 3000 метрів               | Реві Волкотт-Нолан Велика Британія                                                    | 9.13,36 PB  | Лусія Родрігес Іспанія                                                       | 9.14,45 PB  | Вера Кутельє Німеччина                                               | 9.15,27     |
| 5000 метрів               | Надя Баттоклетті Італія                                                               | 15.46,95    | Бланка Фернандес Іспанія                                                     | 15.51,44    | Деніз Кребс Німеччина                                                | 15.53,09 SB |
| 100 метрів з бар'єрами    | Пія Скжишовська Польща                                                                | 12,99       | Луміноза Больйоло Італія                                                     | 13,05       | Тереза Еррандонея Іспанія                                            | 13,24       |
| 400 метрів з бар'єрами    | Ліна Нільсен Велика Британія                                                          | 55,59       | Кароліна Крафцик Німеччина                                                   | 55,71 SB    | Лінда Олів'єрі Італія                                                | 56,17 SB    |
| 3000 метрів з перешкодами | Аліцья Конечек Польща                                                                 | 9.35,63     | Елена Буркард Німеччина                                                      | 9.36,04     | Ірене Санчес-Ескрібано Іспанія                                       | 9.41,44     |
| 4×100 метрів              | Велика БританіяБет Доббін Імані Лансіквот Б'янка Вільямс Дезіре Генрі                 | 43,36       | ПольщаМаріка Попович-Драпала Клаудія Адамек Катажина Сокольська Марлена Гола | 43,83       | ФранціяВідед Атату Орлан Омбісса Дзанге Марусся Паре Ева Берже       | 43,91       |
| 4×400 метрів              | ПольщаМалгожата Голуб-Ковалик Корнелія Лесевич Юстина Швенти-Ерсетиць Наталя Качмарек | 3.26,37     | Велика БританіяАма Піпі Ганна Вільямс Ясмін Ліверпул Ліна Нільсен            | 3.27,16     | ІталіяЕліс Манджоне Елеонора Марк'яндо Петра Нарделлі Рафаела Лукудо | 3.29,05     |
| Стрибки у висоту          | Каміла Ліцвінко Польща                                                                | 1,94 SB     | Алессія Трост Іспанія                                                        | 1,91 SB     | Емілі Бортвік Велика Британія                                        | 1,88        |
| Стрибки з жердиною        | Роберта Бруні Італія                                                                  | 4,45        | Мален Руїс де Асуа Іспанія                                                   | 4,35        | Моллі Кодері Велика Британія                                         | 4,35 SB     |
| Стрибки в довжину         | Маріз Лузоло Німеччина                                                                | 6,61 PB     | Магдалена Зебровська Польща                                                  | 6,55 PB     | Марія Вісенте Іспанія                                                | 6,42        |
| Потрійний стрибок         | Ругі Діалло Франція                                                                   | 14,12       | Наомі Огбета Велика Британія                                                 | 14,01       | Адріанна Шостак Польща                                               | 13,96 PB    |
| Штовхання ядра            | Сара Гамбетта Німеччина                                                               | 18,75       | Оріоль Донгмо Португалія                                                     | 18,74       | Клаудія Кардаш Польща                                                | 18,17 SB    |
| Метання диска             | Ліліана Ка Португалія                                                                 | 61,36       | Маріке Штайнакер Німеччина                                                   | 59,29       | Керсті Ло Велика Британія                                            | 58,13       |
| Метання молота            | Александра Таверньє Франція                                                           | 75,06       | Мальвіна Копрон Польща                                                       | 73,18       | Сара Фантіні Італія                                                  | 70,31 SB    |
| Метання списа             | Крістін Гуссонг Німеччина                                                             | 69,19 CR    | Жона Айгуї Франція                                                           | 56,59       | Фрея Джонс Велика Британія                                           | 54,68       |

## 1-3 ліги
Командний чемпіонат Європи з легкої атлетики 2021 в межах 1-3 ліг був проведений 19-20 червня у Клуж-Напоці на [[Клуж Арена|«Клуж Арені»] (1-а ліга), у Старій Загорі на стадіоні «Берое» (2-а ліга) і у Лімасолі на стадіоні «Циріон» (3-я ліга).

### Підсумковий залік
Первісно планувалось, що у змаганнях 1-ї ліги візьмуть участь 13 збірних команд. Проте, напередодні змагань Федерація легкої атлетики Ірландії повідомила, що вона не надсилатиме свою збірну для участі у змаганнях через те, що це не дозволить ірландським атлетам взяти участь у національному чемпіонаті 25-27 червня з огляду на необхідність для ірландських атлетів, за місцевими правилами, відбувати 5-денний карантин після повернення до Ірландії.
Первісно планувалось, що у змаганнях 2-ї ліги візьмуть участь 11 збірних команд (збірна Росії не могла брати участь у змаганнях внаслідок зупинення її членства у Європейській легкоатлетичній асоціації внаслідок допінгового скандалу та підлягала автоматичному пониженню до Третьої ліги). Проте, напередодні змагань Федерація легкої атлетики Австрії ухвалила рішення про скасування участі своєї збірної у турнірі через коронавірусні ризики. Ізраїльська команда також знялася зі змагань через виявлення коронавірусу в одного зі спортсменів команди.
| Місце | Команда    | Очки  |
| ----- | ---------- | ----- |
| 1 ↑   | Чехія      | 320,5 |
| 2 ↑   | Білорусь   | 310   |
| 3     | Нідерланди | 300   |
| 4     | Швейцарія  | 279   |
| 5     | Туреччина  | 269   |
| 6     | Фінляндія  | 265   |
| 7     | Швеція     | 264,5 |
| 8     | Греція     | 248   |
| 9     | Норвегія   | 244   |
| 10    | Бельгія    | 243   |
| 11 ↓  | Румунія    | 207   |
| 12 ↓  | Естонія    | 159   |
| ↓     | Ірландія   | DNS   |

| Місце | Команда    | Очки  |
| ----- | ---------- | ----- |
| 1 ↑   | Угорщина   | 255   |
| 2 ↑   | Данія      | 245,5 |
| 3 ↑   | Словенія   | 233   |
| 4     | Литва      | 203   |
| 5     | Болгарія   | 197   |
| 6     | Словаччина | 187,5 |
| 7     | Латвія     | 177,5 |
| 8     | Хорватія   | 174   |
| 9     | Ісландія   | 116,5 |
| ↓     | Ізраїль    | DNS   |
| ↓     | Австрія    | DNS   |
| ↓     | Росія      | DNS   |

| Місце | Команда              | Очки  |
| ----- | -------------------- | ----- |
| 1 ↑   | Сербія               | 571   |
| 2 ↑   | Кіпр                 | 523   |
| 3 ↑   | Молдова              | 470   |
| 4     | Люксембург           | 466   |
| 5     | Боснія і Герцеговина | 442,5 |
| 6     | Мальта               | 356,5 |
| 7     | Чорногорія           | 320   |
| 8     | Грузія               | 305   |
| 9     | Вірменія             | 301   |
| 10    | Андорра              | 275   |
| 11    | Північна Македонія   | 274   |
| 12    | Сан-Марино           | 271,5 |
| 13    | Албанія              | 158   |
| 14    | Малі держави Європи  | 138,5 |
| 15    | Азербайджан          | 83    |
| 16    | Косово               | 78    |

### Окремі результати переможців
У змаганнях команд 1-3 ліг переможцями в окремих дисциплінах були показані результати, кращі за результати переможців у Суперлізі або які дорівнювали їм.
| Дисципліна                | Ліга | Атлет                                                  | Результат |
| ------------------------- | ---- | ------------------------------------------------------ | --------- |
| 100 метрів                | 2-а  | Коджо Муса Данія                                       | 10,21     |
| 400 метрів                | 1-а  | Йохем Доббер Нідерланди                                | 45,40     |
| 1500 метрів               | 1-а  | Фердінанд Кван Едман Норвегія                          | 3.38,63   |
| 3000 метрів               | 1-а  | Майк Флоппен Нідерланди                                | 7.57,43   |
| 400 метрів з бар'єрами    | 1-а  | Расмус Мягі Естонія                                    | 48,82     |
| 3000 метрів з перешкодами | 2-а  | Мітко Ценов Болгарія                                   | 8.33,80   |
| 4×400 метрів              | 1-а  | ЧехіяЯн Тесарж Віт Мюллер Міхал Десенський Патрік Шорм | 3.02,42   |
| Стрибки у висоту          | 2-а  | Тихомир Іванов Болгарія                                | 2,26      |
| Стрибки у висоту          | 1-а  | Ерсу Шашма Туреччина                                   | 5,65      |
| Стрибки в довжину         | 1-а  | Мільтіадіс Тентоглу Греція                             | 8,38 CR   |
| Метання диска             | 2-а  | Крістьян Чех Словенія                                  | 66,55     |

| Дисципліна             | Ліга | Атлетка                        | Результат |
| ---------------------- | ---- | ------------------------------ | --------- |
| 400 метрів             | 1-а  | Фемке Бол Нідерланди           | 50,37 CR  |
| 3000 метрів            | 2-а  | Клара Лукан Словенія           | 8.48,80   |
| 5000 метрів            | 2-а  | Маруша Мішмаш-Зрімсек Словенія | 15.30,61  |
| 100 метрів з бар'єрами | 1-а  | Ельвіра Герман Білорусь        | 12,62 CR  |
| Стрибки у висоту       | 1-а  | Саломе Ланг Швейцарія          | 1,96      |
| Стрибки з жердиною     | 1-а  | Ангеліка Мозер Швейцарія       | 4,65      |
| Потрійний стрибок      | 1-а  | Сенні Сальмінен Фінляндія      | 14,63     |

## Відео
- Плейліст відеороліків Суперліги на YouTube
- 2-а ліга (день 1, трансляція) на YouTube
- 2-а ліга (день 2, трансляція) на YouTube